# صيفرية الماء العسر
صيفرية الماء العسر (الاسم العلمي: Flavobacterium aquidurense) هي نوع من البكتيريا، سلبية الغرام، تتبع جنس الصيفرية.